# Christian Steiner
Christian Steiner (Múnich, Alemania Federal, 26 de septiembre de 1960-Múnich, Alemania, 1 de febrero de 2025) fue un patinador artístico alemán.

## Carrera
A nivel nacional fue campeón en la modalidad en parejas en 1979, 1980 y 1981 junto a Henriette Fröschl cuando formaba parte del equipo local Münchener EV. Participó en los campeonatos europeos de 1979 y en 1980, además de la copa mundial de 1980.
A nivel de Juegos Olímpicos participó en la edición de Lake Placid 1980 en la modalidad de danza junto a Henriette Fröschl donde terminó en décimo lugar entre 12 equipos.